# Амир-Темир, Хусейн Жусипулы
Хусейн Жусипулы Амир-Темир (каз. Хұсейін Жүсіпұлы Әмір-Темір; 17 января 1940, село имени А. Токмаганбетова, Сырдарьинский район, Кызылординская область, КазССР, СССР) — советский и казахский актёр, театральный режиссёр

, театральный педагог. Заслуженный деятель Казахстана (2000).

## Биография
Родился 17 января 1940 года в селе имени А. Токмаганбетова Сырдарьинского района Кызылординской области.
В 1957 году окончил среднюю школу имени Калинина в зимовке Теренозек. В 1961 году поступил на театральный факультет Алма-Атинского государственного института искусств имени Курмангазы, который успешно окончил в 1965 году по классу народного артиста Казахской ССР, лауреата Государственной премии, профессора Аскара Токпанова.
В 1972 году окончил с отличием Высшие режиссерские курсы Московского государственного института театрального искусства им. А. Луначарского (ГИТИС).
Творческий путь начал в 1963 году актёром Алматинского академического молодежного театра.
С 1965 по 1967 год — актёр Карагандинского областного казахского драматического театра.
С 1967 по 1974 год — актёр Кызылординского областного казахского драматического театра.
С 1974 по 1992 год — художественный руководитель и главный режиссёр Кызылординского областного казахского музыкального драматического театра имени Н. Бекежанова.
С 1992 по 2003 год — главный режиссёр Алматинского областного драматического театра им. Бикен Римовой, г. Талдыкорган.
С 2003 года по настоящее время — художественный руководитель и главный режиссёр Кызылординского областного казахского музыкального драматического театра имени Н. Бекежанова.

### Семья
- Жена: Арысбаева, Алия (1 января 1948 — 5 августа 2012), актриса театра. Заслуженная артистка Казахская ССР (1990).

## Избранные постановки
- 1968 — каз. «Қозы Көрпеш – Баян сұлу» Габит Мусрепов
- 1973 — каз. «Қызым, саған айтам» Сакен Жунусов
- 1975 — каз. «Жаралы гүлдер» Сакен Жунусов
- 1975 — каз. «Бөлтірік бөрік астында» Калтай Мухамеджанов
- 1975 — каз. «Ант» Ахтанов, Тахави
- 1976 — каз. «Әке мен бала» Ахтанов, Тахави
- 1977 — «Король Лир» Шекспир, Уильям
- 1977 — каз. «Күшік күйеу» Ахтанов, Тахави
- 1978 — каз. «Түнгі сарын» Мухтар Ауэзов
- 1978 — каз. «Әпке» Исабеков, Дулат
- 1979 — каз. «Өзіме де сол керек» Калтай Мухамеджанов
- 1979 — каз. «Ақан Сері – Ақтоқты» Габит Мусрепов
- 1980 — «Коварство и любовь» Шиллер, Фридрих
- 1981 — каз. «Ертеңді күту» Исабеков, Дулат
- 1982 — «Святая святых» Друцэ Ион
- 1983 — каз. «Мұрагерлер» Исабеков, Дулат
- 1983 — каз. «Жат елде» Калтай Мухамеджанов
- 1985 — каз. «Еңлік – Кебек» Мухтар Ауэзов
- 1987 — каз. «Майдан» Беимбет Майлин
- 1991 — каз. «Жоғалған ескерткіш» Исабеков, Дулат

## Награды и звания
- 2000 — присвоено почётное звание «Қазақстанның еңбек сіңірген қайраткері» (Заслуженный деятель Казахстана) — за значительный вклад в развитие театрального искусства.
- 2010 — Орден «Курмет» (Почёта) — за большой вклад в развитие отечественного театрального и киноискусства.
- 2011 — Медаль «20 лет независимости Республики Казахстан»;
- 2014 — Почётный знак «За заслуги в развитии культуры и искусства» (27 ноября 2014 года, Межпарламентская ассамблея СНГ) — за значительный вклад в формирование и развитие общего культурного пространства государств — участников Содружества Независимых Государств, реализацию идей сотрудничества в сфере культуры и искусства[2].
- 2019 — Звание «Почётный гражданин Кызылординской области» за большой вклад в социально-культурное, духовное развитие области.[3]
- 2020 — Почётная грамота Кызылординской области в связи с 80-летием со дня рождения.[4][5]
- 2021 — Медаль «30 лет независимости Республики Казахстан»;
- Награждён правительственными, юбилейными медалями СССР и Республики Казахстан и др.